# Nelson Dunford
Nelson Dunford (* 12. Dezember 1906 in St. Louis, Missouri; † 7. September 1986 in Sarasota, Florida) war ein US-amerikanischer Mathematiker.
Nelson Dunford studierte Mathematik an der University of Chicago und wurde 1938 an der Brown University unter J. D. Tamarkin promoviert. Dort war er ein Jahr lang Dozent, wechselte dann an die Yale University, wo er 1943 zum Professor ernannt wurde und bis zu seinem Ruhestand 1960 blieb.
Sein Hauptarbeitsgebiet war die Funktionalanalysis, insbesondere vektorwertige Integration, Ergodentheorie und lineare Operatoren. Die Dunford-Pettis-Eigenschaft ist mit seinem Namen verbunden.
Zusammen mit Jacob T. Schwartz erhielt er 1981 den renommierten Leroy P. Steele Prize der American Mathematical Society für ihr dreibändiges Werk Linear Operators, das in den Jahren 1958, 1963 und 1971 bei Wiley erschienen ist:
- Dunford, Schwartz: Linear Operators, Part I, General Theory. ISBN 0-471-60848-3.
- Dunford, Schwartz: Linear Operators, Part II, Spectral Theory. ISBN 0-471-60847-5.
- Dunford, Schwartz: Linear Operators, Part III, Spectral Operators. ISBN 0-471-60846-7.

Nelson Dunford war Mitherausgeber der Transactions of the American Mathematical Society (1941–1945) und der 
Mathematical Surveys (1945–1949).